# 坂上之雲博物館
坂上之雲博物館（日语：坂の上の雲ミュージアム）是日本愛媛縣松山市的一座博物館，以司馬遼太郎的小說《坂上之雲》為主題，位於市中心部松山城所在地城山的山腳，建設耗資約30億日元。館長是松本啟治。

## 历史
坂上之雲博物館於2004年12月22日開工，在2006年11月30日竣工並在2007年4月28日開館。博物館建築由安藤忠雄建築研究所設計。

## 圖片集

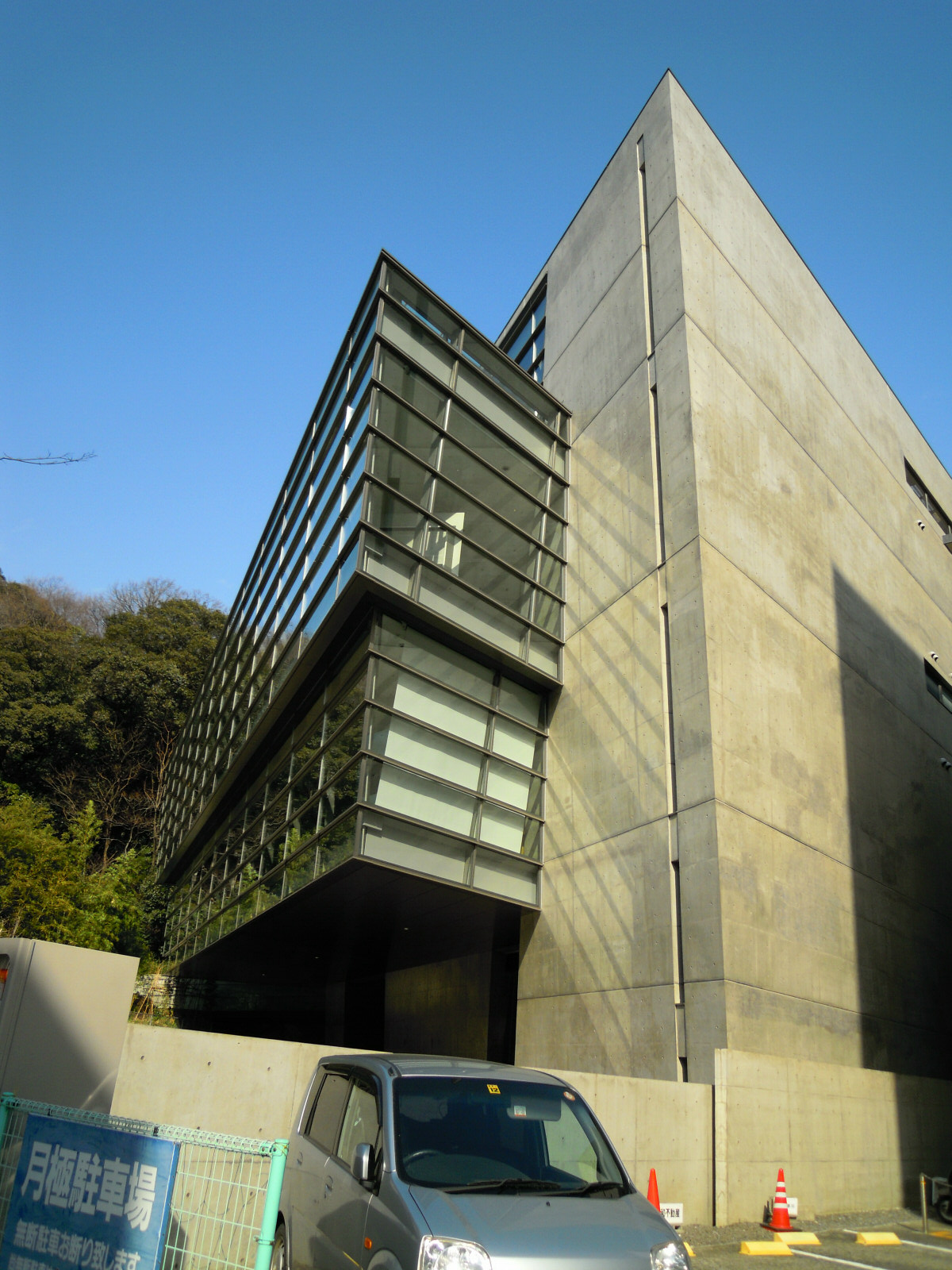
博物館側面
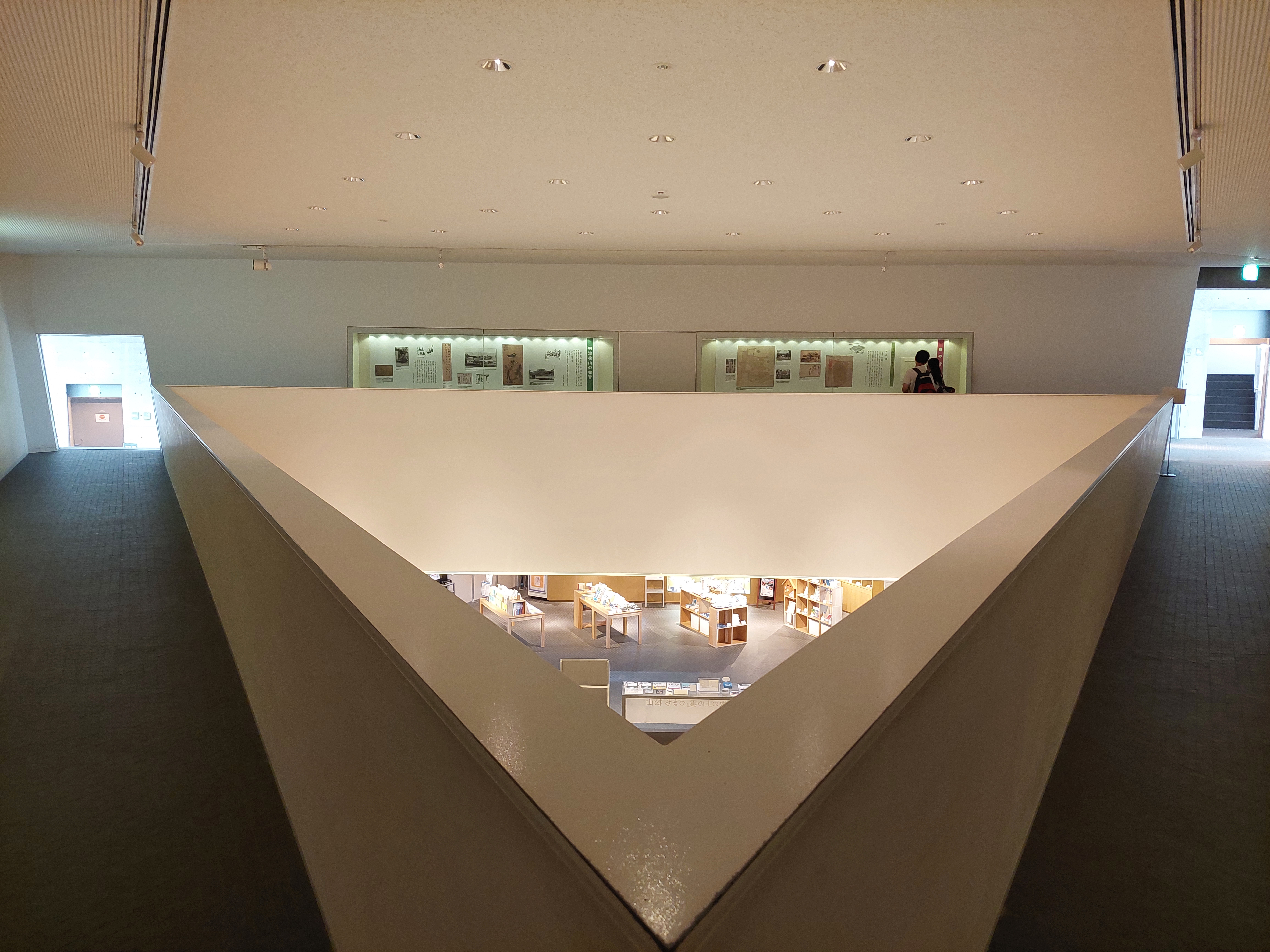
三角形中庭貫穿上、下兩層展覽廳
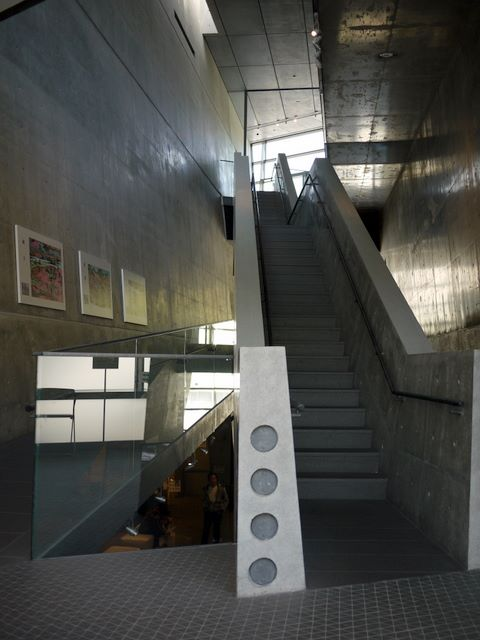
館內的清水混凝土樓梯及斜道，連接各展區

## 外部連結
- 坂の上の雲ミュージアム（页面存档备份，存于）
- 松山市総合政策部　坂の上の雲ミュージアム事務所

33°50′30.38″N 132°46′9.15″E / 33.8417722°N 132.7692083°E